# Küss mich bitte!
Küss mich bitte! (Originaltitel: Un baiser s’il vous plaît) ist eine französische Liebeskomödie aus dem Jahr 2007 des Regisseurs und Drehbuchautors Emmanuel Mouret um die Geschichte eines an sich harmlosen Kusses.

## Handlung
Die eigentliche Handlung, die Geschichte von Judith und Nicolas, wird über eine Rahmenhandlung durch Émilie, die während einer Dienstreise Gabriel trifft, erzählt.
Émilie und Gabriel verstehen sich gut und verabreden sich zum Abendessen, obwohl sie beide in intakten Beziehungen stecken. Gabriel möchte Émilie zum Abschied einen Kuss geben. Doch sie lehnt ab und erzählt ihm als Erklärung die Geschichte von Judith, einer verheirateten Frau und ihrem besten Freund Nicolas:
Nicolas bittet eines Tages Judith um einen harmlosen Kuss, da ihm nach seiner letzten unglücklich verlaufenen Beziehung die Zärtlichkeiten und Liebkosungen fehlen. Judith stimmt zu, da sie Nicolas schon lange kennt und ihm wirklich helfen möchte. Obwohl sie vorher verabredet hatten, dass es nur um den Austausch von Zärtlichkeiten im Rahmen ihrer Freundschaft geht und sie nur Freunde bleiben wollen, wird doch mehr daraus. Sie können nicht mehr voneinander lassen und halten es ohne den jeweils anderen nicht lange aus.
Es wird klar, dass sie sich ihrer Beziehung stellen müssen. Doch Judith macht sich nun Gedanken um ihren Ehemann Claudio, den sie nicht verletzen will. Bevor sie sich zu Nicolas bekennt, möchte sie erst noch einen ebenso passenden Ersatz für Claudio finden.

## Hintergrund
Der Film wurde an verschiedenen Plätzen in Paris und Nantes gedreht. Die Schlussszene entstand auf dem Flughafen Angers Loire. Als Filmmusik setzt Mouret ausschließlich klassische Musik von Schubert, Mozart, Tschaikowski und Dvořák ein. Im Abspann sind weitere Komponisten wie z. B. G. Verdi genannt. Auch Jazz und Pop-Musik werden zu Gehör gebracht, z. B. während der Party. Die Premiere fand während der  Internationalen Filmfestspiele von Venedig am 4. September 2007 statt.

## Kritiken
„Eine ausgesprochen elegante Reflexion in Form einer dialogreichen Salonkomödie, die mit überzeugenden Darstellern die Abgründe der Emotionalität aufspürt und dabei immer wieder mit überraschenden Wendungen aufwartet, die den Blick in ständig neue Richtung lenken.“

„Man braucht schon ein Kusshändchen fürs Erotische, um einen ganzen Film über die schönste Art der Annäherung zu drehen: Emmanuel Mourets Film Küss mich, bitte! ist mundgerechte Sommer-Romantik.“

„‚Ausgangsgedanke war ein Film über die Auswirkung von eigentlich harmlosen Küssen‘, erklärt Mouret. ‚Oder anders gesagt: Gibt es überhaupt Küsse, die ohne Folgen sind?‘ Küss mich bitte hat Charme, Intelligenz und viel Humor. Es gibt weder Kitsch à la Rosamunde Pilcher noch Banalitäten wie man sie aus amerikanischen Schnulzen mit Cameron Diaz und Konsorten kennt. In seiner liebenswerten Tollpatschigkeit erinnert Emmanuel Mouret an Pierre Richard, Der große Blonde mit dem schwarzen Schuh, und Virginie Ledoyen begeistert mit einer Mischung aus Naivität und Leidenschaft.“

„Mit seinem vierten langen Spielfilm erobert der französische Filmemacher Emmanuel Mouret endlich auch Deutschland. Und er dürfte es im Sturm tun, denn seine unglaublich leichte und hintersinnige Liebeskomödie vereinigt französische Erzählkunst mit bezaubernder Unterhaltung und gewitzter Raffinesse. Mit vier großartigen Darsteller(innen) an seiner Seite, vor allem Virginie Ledoyen, sowie einem erstklassigen Drehbuch kann nichts schief gehen. Zumal Mouret mit der Lockerheit eines jungen Woody Allen und der feinsinnigen Beobachtungsgabe eines Eric Rohmer ausgestattet ist.“